# Salto Korbut
O Salto Korbut, por vezes chamado de Korbut Flip, é uma habilidade de ginástica artística que pode ser realizada em dois aparelhos diferentes (barras assimétricas e/ou trave de equilíbrio) e é considerado um dos elementos mais difíceis da modalidade. Ambos foram realizados pela primeira vez internacionalmente pela ginasta soviética Olga Korbut, por isso seu nome.
Em 2009, o Salto Korbut realizado nas barras assimétricas foi proibido de ser usado por ser considerado perigoso demais. Já o Salto Korbut na trave olímpica é hoje considerado uma habilidade relativamente simples, avaliada em apenas um nível "B" no Código de Pontos de 2017.

## História
O elemento foi desenvolvido no grupo do técnico Renald Knysh. A primeira a realizar o movimento em treinamento foi Larisa Pirogova. De pé com os pés na barra superior das barras, a ginasta voou para cima e, depois de dar um salto para trás, pousou novamente com as mãos no mastro superior. Olga Korbut sempre teve medo de realizar esse elemento. Posteriormente, foram necessários cinco anos de treinamento para trazer o elemento à mente. Em 1969, este elemento foi executado por Olga Korbut no campeonato da URSS quando ela tinha 14 anos.Em seguida, foi realizada pela já tricampeã olímpica de ginástica Olga Korbut durante seus exercícios nos Jogos Olímpicos de Verão de 1972 em Munique. 
Depois de mostrar esse movimento, muitos clubes nos EUA com o nome de Korbut foram abertos.
Posteriormente, o elemento foi aprimorado por Elena Mukhina (em 1978), que adicionou um parafuso (rotação) a ele. Este elemento foi nomeado "Loop de Mukhina".

## Execução nas barras assimétricas
A versão mais espetacular da habilidade costumava ser executada nas barras assimétricas, onde a ginasta, de pé na barra alta, executa um salto mortal para trás e segura novamente a barra. Korbut executou o movimento nos Jogos Olímpicos de Munique, em 1972, onde foi o primeiro movimento de lançamento para trás realizado nas barras assimétricas em competições internacionais. Em 1977, a ginasta soviética Elena Mukhina modificou o movimento adicionando uma torção completa. O movimento foi posteriormente modificado na década de 1980, quando foi executado em direção à barra baixa; ou seja, o flip da ginasta ocorre acima da barra baixa. O Código de Pontos foi posteriormente modificado para proibir a permanência na barra alta durante as rotinas.
Outras ginastas que realizaram a movimento nas barras assimétricas incluem Radka Zemanova (1980), Steffi Kraker (1977), Emily May (1981), Lyubov Bogdanova (1974) e Natalia Shaposhnikova (1976).

## Execução na Trave Olímpica
A habilidade também é realizada na Trave olímpica. O movimento é executado a partir de uma posição em pé e é aterrissado em uma posição aberta na trave de equilíbrio. Este movimento foi modificado para incluir torções e pernas dobradas ou dobradas e é frequentemente executado em sequência com outros movimentos.

## Filmografia
- Documentário "The Korbut Loop", Channel One, 22/12/2007.
- Documentário "Korbut's Loop", Rússia, 2008.